# Дерека Дмитро Олегович
Дмитро́ Оле́гович Дере́ка (1986-2023) — старший солдат збройних сил України, учасник російсько-української війни.

## Життєпис
Народився в місті Харків. Після школи вступив до Національного технічного університету «Харківський політехнічний інститут», але не закінчив навчання та пішов на роботу. Працював у різних сферах: був і продавцем, і таксистом. А з 2021 року заробляв вже у Польщі. Вільний час присвячував спорту та сім’ї.
Коли почалася повномасштабна війна, перебував за кордоном. Повернувся в Україну і займався волонтерською діяльністю, допомагав виїжджати жінкам, дітям та людям похилого віку. Вирішив добровільно долучитися до війська. 2 серпня 2022-го склав присягу, майже місяць був на навчанні у Великобританії. Прийнятий до 3-го полку ССО. Служив там півроку. Пізніше переведений до 121-ої окремої бригади територіальної оборони ЗСУ. Служив на посаді оператора розвідувального відділення розвідувального взводу 129-го батальйону 
Загинув поблизу села Іванівське Бахмутського району Донеччини. Похований в рідному Харкові. Залишились батьки Олег і Тетяна, дружина Ольга, доньки Анастасія та Анна 

## Нагороди
Посмертно нагороджений орденом «За мужність» ІІІ ступеня .